# پوتوچیچ
پوتوچیچ (به صربی: Potočić) یک منطقهٔ مسکونی در صربستان است که در پروکوپلیه واقع شده‌است. پوتوچیچ ۴۴۹ نفر جمعیت دارد.